# Buguggiate
Buguggiate (Bügügià in dialetto varesotto) è un comune italiano di 3 098 abitanti della provincia di Varese in Lombardia.

## Storia

### Simboli
Lo stemma e il gonfalone del comune di Buguggiate sono stati concessi con decreto del presidente della Repubblica del 20 novembre 1964.
(Art. 2 c. 2 dello Statuto)
Il gonfalone è un drappo partito di giallo e di azzurro e così ugualmente la bandiera.

Gonfalone

## Monumenti e luoghi d'interesse
- Chiesa patronale di San Vittore martire
- Chiesa (oratorio) di Santa Caterina
- Chiesa (oratorio) di San Giovanni Battista

## Società

### Evoluzione demografica
- 366 nel 1751
- 362 nel 1805
- annessione a Gazzada nel 1809 e a Bizzozero nel 1812
- 462 nel 1853
- annessione ad Azzate nel 1927
- 1 013 nel 1961

Abitanti censiti